# Медаль «В память 300-летия Санкт-Петербурга»

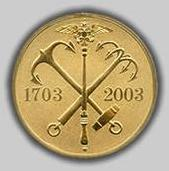
Обратная сторона

Меда́ль «В па́мять 300-ле́тия Санкт-Петербу́рга» — юбилейная медаль Российской Федерации учреждённая Указом Президента Российской Федерации от 19 февраля 2003 года № 210 как государственная награда Российской Федерации.
С 7 сентября 2010 года медаль не является государственной наградой Российской Федерации.

## Положение о медали
Основания для награждения
Медалью «В память 300-летия Санкт-Петербурга» награждаются:
- участники обороны г. Ленинграда, награждённые медалью «За оборону Ленинграда»;
- граждане, награждённые знаком «Жителю блокадного Ленинграда»;
- труженики тыла, работавшие в период Великой Отечественной войны 1941—1945 годов в г. Ленинграде и награждённые государственными наградами;
- граждане, награждённые медалью «В память 250-летия Ленинграда»;
- граждане, внёсшие значительный вклад в развитие г. Санкт-Петербурга.

Правила ношения
Медаль «В память 300-летия Санкт-Петербурга» носится на левой стороне груди и располагается после медали «За заслуги в проведении Всероссийской переписи населения».

## Описание медали
Медаль «В память 300-летия Санкт-Петербурга» — из латуни, имеет форму круга диаметром 32 мм 

На лицевой стороне медали — профильное портретное изображение Петра Великого, увенчанного лавровым венком. По окружности медали — надпись: «В память 300-летия Санкт-Петербурга». 

На оборотной стороне медали, в центре, — вертикально поставленный скипетр, наложенный на два перекрещенных якоря — морской и речной, по краям медали — цифры «1703» и «2003».
Все изображения и цифры на медали рельефные. 

Медаль при помощи ушка и кольца соединяется с пятиугольной колодкой, обтянутой шелковой муаровой лентой. Ширина ленты — 24 мм. Лента красного цвета, с двумя полосами белого цвета по краям, каждая — шириной 1 мм. Вдоль средней линии ленты изображение ленты медали «За оборону Ленинграда» шириной 8 мм.
Автор дизайна награды — художник Евгений Ухналёв.

## Награждённые медалью
- Награждённые медалью «В память 300-летия Санкт-Петербурга»